# Vicke Pettersson
Viktor (Vicke) Emanuel Pettersson, född 2 maj 1885 i Helsingfors, död 8 april 1978, var en finländsk redaktör.
Pettersson, som var son till chefredaktör Victor Pettersson och Ida Maria Roslund, gick i femklassigt läroverk och bedrev självstudier. Han var typografisk sättare på olika officiner i Stockholm, Uppsala, Riga och Sankt Petersburg 1909–1916, tolk vid firma Hesser & C:o i Zlatoust och ombetrodd vården av krigsfångar där 1916–1918, redaktör för veckobladet Lördagen 1919–1921 och vid Statsrådets tryckeri 1921–1952. Han var mötesreferent i Hufvudstadsbladet från 1922 samt frilansjournalist i olika tidningar och tidskrifter, såsom i Klockarfar 1930–1938, därpå i Hufvudstadsbladet. Han var sekreterare i Arbetets vänner 1921–1933, i dess centralstyrelse 1925–1946, styrelsemedlem och ordförande i Pargasgillet i Helsingfors 1950–1955, dess hedersledamot 1960, sekreterare vid Kyrkobröderna i Helsingfors 1950–1955. Han skrev fyra kapitel i Helsingfors i forna tider, Människor och minnen 1957 samt meddelade historiska uppgifter för stiftelsen Pro Helsingfors.